# Front (Piemont)
Front ist eine Gemeinde in der italienischen Metropolitanstadt Turin (TO), Region Piemont. 

## Lage und Einwohner
Front liegt 30 km nördlich von Turin in der Region Canavese. Das Gemeindegebiet umfasst eine Fläche von 10 km² und hat 1592 Einwohner (Stand 31. Dezember 2023). Zur Gemeinde gehören die beiden Fraktionen (Frazioni) Ceretti und Grange di Front.
Die Nachbargemeinden sind Busano, Favria, Vauda Canavese, Oglianico, San Carlo Canavese, Rivarossa und San Francesco al Campo.

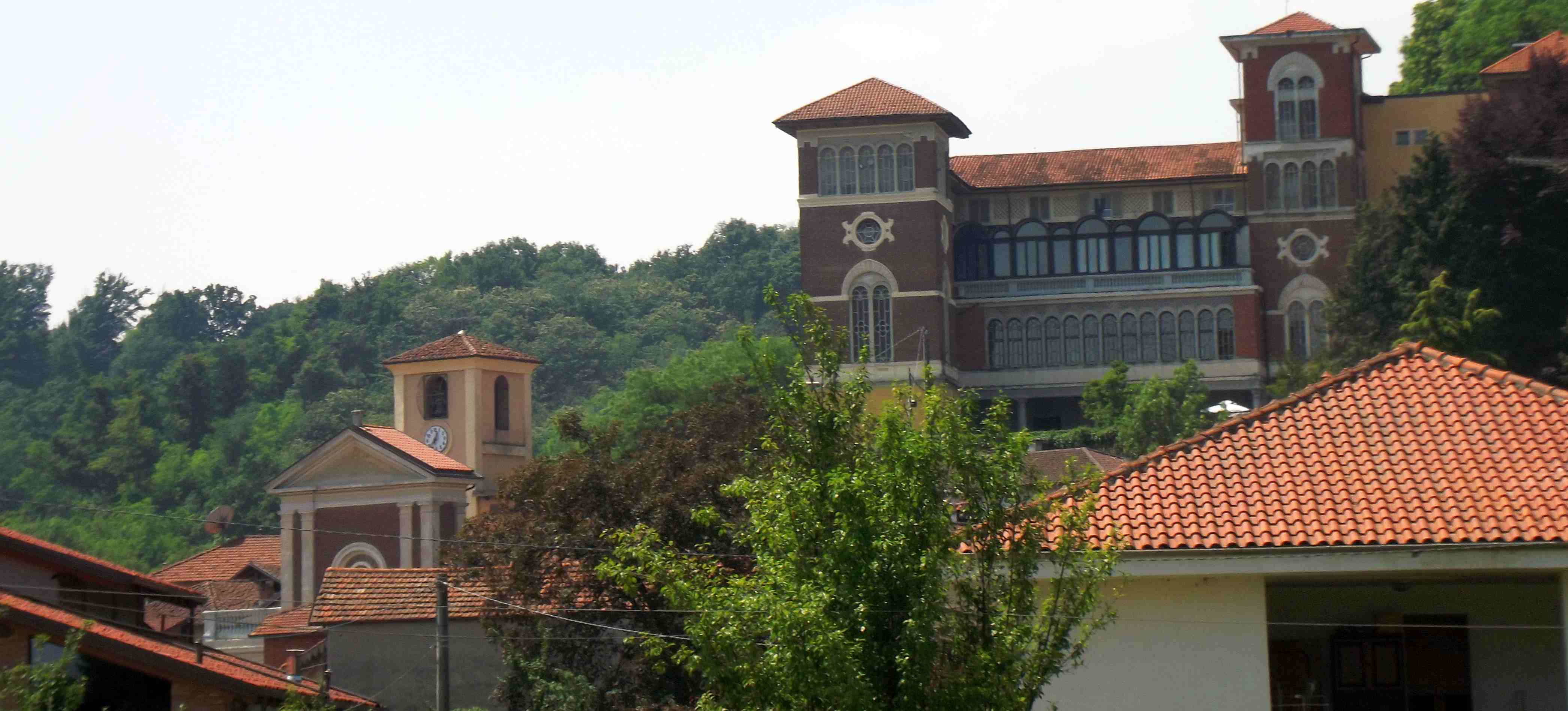
Panorama

## Geschichte
Im frühen Mittelalter bauten die Langobarden drei Burgen auf den Hügeln entlang des Baches Malone, an der Grenze zu den Markgrafschaften Turin und Ivrea, wo heute Lombardore, Rivarossa und Front stehen. Der erste Pastoralbesuch des Bistums Ivrea geht auf das Jahr 1326 zurück.
In den letzten zwanzig Jahren des 14. Jahrhunderts brach in der Gegend von Canavese der Tuchinaggio-Aufstand aus, bei dem sich die Bevölkerung gegen die übermäßige Macht der örtlichen Feudalherren auflehnte. Die Frontese-Gemeinschaft beteiligte sich aktiv und geriet in Konflikt mit den Grafen von San Martino, den örtlichen Feudalherren.